# Mohamed Barakat
Mohamed Barakat Ahmed Bastamy, född 7 september 1976 i Kairo, är en egyptisk före detta fotbollsspelare. Under sin framgångsrika karriär vann han många titlar med Al-Ahly och gjorde dessutom 70 landskamper för Egyptens landslag, med vilka han vann Afrikanska mästerskapet med 2006.

## Karriär
Efter att ha spelat i Al-Sekka Al-Hadid, Ismaily, Al-Ahli Jeddah och Al-Arabi så värvades Barakat till Al-Ahly 2004. 2005 blev han utsedd till BBC African Footballer of the Year, då han kom före bland andra Samuel Eto'o och Obafemi Martins. Samma år blev han även utsedd till CAF Champions Leagues bästa spelare, efter bland annat sju mål i turneringen som Al-Ahly segrade i. Med Al-Ahly vann han bland annat Champions League fem gånger och Egyptiska Premier League sju gånger.

## Meriter
Ismaily
- Egyptiska Premier League: 2002
- Egyptiska cupen: 2000

Al-Ahli Jeddah
- Arab Club Championship: 2003

Al-Ahly
- Egyptiska Premier League: 2005, 2006, 2007, 2008, 2009, 2010, 2011
- Egyptiska cupen: 2006, 2007
- Egyptiska Supercupen: 2005, 2006, 2007, 2008, 2010
- CAF Champions League: 2005, 2006, 2008, 2012, 2013
- CAF Super Cup: 2006, 2007, 2009

Egypten
- Afrikanska mästerskapet i fotboll: 2006